# Car and Driver
Car and Driver (por vezes abreviada C/D) é uma revista americana sobre automóveis, voltada para entusiastas do assunto. Sua circulação é 1,31 milhões. É de propriedade da Hearst Corporation, que comprou da Hachette Filipacchi Médias em 2011. Originalmente sediada em Nova Iorque, a revista está sediada na Ann Arbor, Michigan desde 1970.

## Brasil
No Brasil, foi publicada mensalmente pela Editora Escala entre 2007 e 2018. A primeira edição foi sobre as primeiras impressões do Volkswagen Gol e do Ford Ka.
Esta revista possui uma seção chamada de "0 a 100", onde são mostradas "notícias aceleradas do universo do automóvel", onde são mostrados eventos como lançamentos, salões de exposição, etc.